# Campeonato mundial A de hockey patines masculino de 1982
El XXV Campeonato mundial de hockey sobre patines masculino se celebró en Barcelos y Lisboa, Portugal, entre el 1 de mayo y el 16 de mayo de 1982. 
En el torneo participaron las selecciones de hockey de 22 países, repartidas en la primera ronda en 4 grupos.
Los tres primeros clasificados de cada grupo disputaron la ronda final por sistema de liguilla. El vencedor del torneo fue la selección de Portugal, la segunda plaza fue para la selección de España y la medalla de Bronce para la selección de Argentina.

## Equipos participantes
22 selecciones nacionales participaron del torneo, de los cuales 9 equipos eran de Europa, 9 eran de América, 1 de África, 1 de Asia y 2 de Oceanía

## Primera Fase
| Grupo A             | Grupo B        | Grupo C   | Grupo D      |
| Alemania Occidental | Argentina      | Angola    | Canadá       |
| Brasil              | Colombia       | Australia | Chile        |
| España              | Estados Unidos | Guatemala | Países Bajos |
| Nueva Zelanda       | Francia        | Italia    | Irlanda      |
| Venezuela           | Inglaterra     | Portugal  | México       |
|                     | Japón          |           | Suiza        |

### Grupo A
| Equipo              | Pts | PJ | PG | PE | PP | GF | GC | DG  |
| ------------------- | --- | -- | -- | -- | -- | -- | -- | --- |
| España              | 8   | 4  | 4  | 0  | 0  | 33 | 3  | +30 |
| Brasil              | 6   | 4  | 3  | 0  | 1  | 23 | 6  | +17 |
| Alemania Occidental | 4   | 4  | 2  | 0  | 2  | 13 | 9  | +4  |
| Nueva Zelanda       | 2   | 4  | 1  | 0  | 3  | 6  | 22 | -16 |
| Venezuela           | 0   | 4  | 0  | 0  | 4  | 2  | 37 | -35 |

- Resultados

| Fecha    | Partido             | Partido | Partido             | Resultado |
| -------- | ------------------- | ------- | ------------------- | --------- |
| 01.05.82 | Alemania Occidental | -       | Venezuela           | 10-0      |
| 01.05.82 | Brasil              | -       | España              | 1-6       |
| 02.05.82 | Venezuela           | -       | Brasil              | 0-10      |
| 02.05.82 | España              | -       | Nueva Zelanda       | 10-1      |
| 02.05.82 | Nueva Zelanda       | -       | Brasil              | 0-8       |
| 02.05.82 | Alemania Occidental | -       | España              | 1-4       |
| 03.05.82 | Brasil              | -       | Alemania Occidental | 4-0       |
| 03.05.82 | Nueva Zelanda       | -       | Venezuela           | 4-2       |
| 03.05.82 | Alemania Occidental | -       | Nueva Zelanda       | 2-1       |
| 03.05.82 | Venezuela           | -       | España              | 0-13      |

### Grupo B
| Equipo         | Pts | PJ | PG | PE | PP | GF | GC | DG  |
| -------------- | --- | -- | -- | -- | -- | -- | -- | --- |
| Argentina      | 10  | 5  | 5  | 0  | 0  | 76 | 8  | +68 |
| Estados Unidos | 8   | 5  | 4  | 0  | 1  | 48 | 12 | +36 |
| Colombia       | 5   | 5  | 2  | 1  | 2  | 21 | 34 | -13 |
| Francia        | 4   | 5  | 1  | 2  | 2  | 19 | 26 | -7  |
| Inglaterra     | 3   | 5  | 1  | 1  | 3  | 17 | 22 | -5  |
| Japón          | 0   | 5  | 0  | 0  | 5  | 8  | 87 | -79 |

- Resultados

| Fecha    | Partido        | Partido | Partido        | Resultado |
| -------- | -------------- | ------- | -------------- | --------- |
| 01.05.82 | Japón          | -       | Estados Unidos | 1-22      |
| 01.05.82 | Argentina      | -       | Inglaterra     | 8-0       |
| 01.05.82 | Francia        | -       | Colombia       | 3-3       |
| 02.05.82 | Inglaterra     | -       | Francia        | 5-5       |
| 02.05.82 | Colombia       | -       | Japón          | 9-3       |
| 02.05.82 | Estados Unidos | -       | Argentina      | 3-5       |
| 02.05.82 | Colombia       | -       | Inglaterra     | 5-0       |
| 02.05.82 | Francia        | -       | Estados Unidos | 3-6       |
| 02.05.82 | Argentina      | -       | Japón          | 39-1      |
| 03.05.82 | Inglaterra     | -       | Estados Unidos | 2-4       |
| 03.05.82 | Japón          | -       | Francia        | 3-7       |
| 03.05.82 | Argentina      | -       | Colombia       | 15-3      |
| 03.05.82 | Inglaterra     | -       | Japón          | 10-0      |
| 03.05.82 | Francia        | -       | Argentina      | 1-9       |
| 03.05.82 | Colombia       | -       | Estados Unidos | 1-13      |

### Grupo C
| Equipo    | Pts | PJ | PG | PE | PP | GF | GC  | DG   |
| --------- | --- | -- | -- | -- | -- | -- | --- | ---- |
| Portugal  | 8   | 4  | 4  | 0  | 0  | 77 | 5   | +72  |
| Italia    | 6   | 4  | 3  | 0  | 1  | 48 | 14  | +34  |
| Angola    | 3   | 4  | 1  | 1  | 2  | 39 | 21  | +18  |
| Australia | 3   | 4  | 1  | 1  | 2  | 32 | 21  | +11  |
| Guatemala | 0   | 4  | 0  | 0  | 4  | 4  | 139 | -135 |

- Resultados

| Fecha    | Partido   | Partido | Partido   | Resultado |
| -------- | --------- | ------- | --------- | --------- |
| 01.05.82 | Guatemala | -       | Italia    | 0-29      |
| 01.05.82 | Portugal  | -       | Angola    | 11-2      |
| 02.05.82 | Guatemala | -       | Australia | 1-28      |
| 02.05.82 | Angola    | -       | Italia    | 6-7       |
| 02.05.82 | Portugal  | -       | Australia | 8-1       |
| 02.05.82 | Angola    | -       | Guatemala | 30-2      |
| 03.05.82 | Australia | -       | Italia    | 2-11      |
| 03.05.82 | Portugal  | -       | Guatemala | 52-1      |
| 03.05.82 | Australia | -       | Angola    | 1-1       |
| 03.05.82 | Portugal  | -       | Italia    | 6-1       |

### Grupo D
| Equipo       | Pts | PJ | PG | PE | PP | GF | GC  | DG  |
| ------------ | --- | -- | -- | -- | -- | -- | --- | --- |
| Chile        | 10  | 5  | 5  | 0  | 0  | 53 | 7   | +46 |
| Países Bajos | 8   | 5  | 4  | 0  | 1  | 61 | 10  | +51 |
| Suiza        | 6   | 5  | 3  | 0  | 2  | 47 | 16  | +31 |
| México       | 4   | 5  | 2  | 0  | 3  | 20 | 33  | -13 |
| Canadá       | 2   | 5  | 1  | 0  | 4  | 26 | 46  | -20 |
| Irlanda      | 0   | 5  | 0  | 0  | 5  | 6  | 101 | -95 |

- Resultados

| Fecha    | Partido      | Partido | Partido      | Resultado |
| -------- | ------------ | ------- | ------------ | --------- |
| 01.05.82 | Países Bajos | -       | Chile        | 4-6       |
| 01.05.82 | Canadá       | -       | Irlanda      | 11-1      |
| 01.05.82 | Suiza        | -       | México       | 4-1       |
| 02.05.82 | Irlanda      | -       | Suiza        | 1-30      |
| 02.05.82 | México       | -       | Países Bajos | 0-9       |
| 02.05.82 | Chile        | -       | Canadá       | 12-1      |
| 02.05.82 | México       | -       | Irlanda      | 10-3      |
| 02.05.82 | Canadá       | -       | Países Bajos | 2-14      |
| 02.05.82 | Suiza        | -       | Chile        | 2-3       |
| 03.05.82 | Canadá       | -       | México       | 8-9       |
| 03.05.82 | Países Bajos | -       | Suiza        | 7-1       |
| 03.05.82 | Chile        | -       | Irlanda      | 23-0      |
| 03.05.82 | Suiza        | -       | Canadá       | 3-0       |
| 03.05.82 | Irlanda      | -       | Países Bajos | 6-2       |
| 03.05.82 | México       | -       | Chile        | 0-9       |

## Fase final

### Puestos del 1 al 12
| Equipo              | Pts | PJ | PG | PE | PP | GF | GC | DG  |
| ------------------- | --- | -- | -- | -- | -- | -- | -- | --- |
| Portugal            | 21  | 11 | 10 | 1  | 0  | 59 | 15 | +44 |
| España              | 18  | 11 | 8  | 2  | 1  | 60 | 23 | +37 |
| Argentina           | 18  | 11 | 9  | 0  | 2  | 37 | 16 | +21 |
| Chile               | 14  | 11 | 5  | 4  | 2  | 45 | 28 | +17 |
| Italia              | 14  | 11 | 6  | 2  | 3  | 43 | 27 | +16 |
| Estados Unidos      | 11  | 11 | 4  | 3  | 4  | 32 | 33 | -1  |
| Alemania Occidental | 9   | 11 | 4  | 1  | 6  | 26 | 27 | -1  |
| Suiza               | 9   | 9  | 4  | 1  | 6  | 21 | 34 | -13 |
| Países Bajos        | 8   | 11 | 3  | 2  | 6  | 25 | 32 | -7  |
| Brasil              | 6   | 11 | 2  | 2  | 7  | 38 | 43 | -5  |
| Angola              | 2   | 11 | 1  | 0  | 10 | 13 | 65 | -52 |
| Colombia            | 2   | 11 | 1  | 0  | 10 | 29 | 85 | -56 |

- Resultados

| Fecha    | Partido             | Partido | Partido             | Resultado |
| -------- | ------------------- | ------- | ------------------- | --------- |
| 05.05.82 | Portugal            | -       | Colombia            | 18-0      |
| 05.05.82 | Estados Unidos      | -       | Italia              | 0-0       |
| 05.05.82 | Angola              | -       | Países Bajos        | 1-2       |
| 05.05.82 | Suiza               | -       | Alemania Occidental | 0-1       |
| 05.05.82 | Brasil              | -       | Chile               | 5-5       |
| 05.05.82 | España              | -       | Argentina           | 4-3       |
| 06.05.82 | Colombia            | -       | España              | 0-9       |
| 06.05.82 | Italia              | -       | Portugal            | 1-3       |
| 06.05.82 | Países Bajos        | -       | Estados Unidos      | 1-4       |
| 06.05.82 | Alemania Occidental | -       | Angola              | 7-0       |
| 06.05.82 | Chile               | -       | Suiza               | 5-1       |
| 06.05.82 | Argentina           | -       | Brasil              | 4-1       |
| 07.05.82 | Colombia            | -       | Italia              | 1-3       |
| 07.05.82 | Portugal            | -       | Países Bajos        | 2-2       |
| 07.05.82 | Estados Unidos      | -       | Alemania Occidental | 5-4       |
| 07.05.82 | Angola              | -       | Chile               | 2-4       |
| 07.05.82 | Suiza               | -       | Argentina           | 1-4       |
| 07.05.82 | España              | -       | Brasil              | 5-3       |
| 08.05.82 | Italia              | -       | España              | 2-6       |
| 08.05.82 | Países Bajos        | -       | Colombia            | 5-4       |
| 08.05.82 | Alemania Occidental | -       | Portugal            | 1-3       |
| 08.05.82 | Chile               | -       | Estados Unidos      | 2-2       |
| 08.05.82 | Argentina           | -       | Angola              | 6-0       |
| 08.05.82 | Brasil              | -       | Suiza               | 2-3       |
| 09.05.82 | Italia              | -       | Países Bajos        | 3-2       |
| 09.05.82 | Colombia            | -       | Alemania Occidental | 1-4       |
| 09.05.82 | Portugal            | -       | Chile               | 4-3       |
| 09.05.82 | Estados Unidos      | -       | Argentina           | 1-3       |
| 09.05.82 | Angola              | -       | Brasil              | 1-5       |
| 09.05.82 | España              | -       | Suiza               | 6-1       |
| 10.05.82 | Países Bajos        | -       | España              | 2-2       |
| 10.05.82 | Alemania Occidental | -       | Italia              | 3-4       |
| 10.05.82 | Chile               | -       | Colombia            | 7-3       |
| 10.05.82 | Argentina           | -       | Portugal            | 0-3       |
| 10.05.82 | Brasil              | -       | Estados Unidos      | 4-5       |
| 10.05.82 | Suiza               | -       | Angola              | 3-1       |
| 12.05.82 | Países Bajos        | -       | Alemania Occidental | 2-4       |
| 12.05.82 | Italia              | -       | Chile               | 6-6       |
| 12.05.82 | Colombia            | -       | Argentina           | 5-10      |
| 12.05.82 | Portugal            | -       | Brasil              | 6-1       |
| 12.05.82 | Estados Unidos      | -       | Suiza               | 1-1       |
| 12.05.82 | España              | -       | Angola              | 12-1      |
| 13.05.82 | Alemania Occidental | -       | España              | 0-5       |
| 13.05.82 | Chile               | -       | Países Bajos        | 7-2       |
| 13.05.82 | Argentina           | -       | Italia              | 4-1       |
| 13.05.82 | Brasil              | -       | Colombia            | 13-3      |
| 13.05.82 | Suiza               | -       | Portugal            | 1-4       |
| 13.05.82 | Angola              | -       | Estados Unidos      | 0-4       |
| 14.05.82 | Alemania Occidental | -       | Chile               | 0-4       |
| 14.05.82 | Países Bajos        | -       | Argentina           | 0-1       |
| 14.05.82 | Italia              | -       | Brasil              | 4-1       |
| 14.05.82 | Colombia            | -       | Suiza               | 5-7       |
| 14.05.82 | Portugal            | -       | Angola              | 5-2       |
| 14.05.82 | España              | -       | Estados Unidos      | 6-4       |
| 15.05.82 | España              | -       | Chile               | 2-2       |
| 15.05.82 | Argentina           | -       | Alemania Occidental | 1-0       |
| 15.05.82 | Brasil              | -       | Países Bajos        | 1-5       |
| 15.05.82 | Suiza               | -       | Italia              | 0-3       |
| 15.05.82 | Angola              | -       | Colombia            | 4-1       |
| 15.05.82 | Estados Unidos      | -       | Portugal            | 1-6       |
| 16.05.82 | Chile               | -       | Argentina           | 0-1       |
| 16.05.82 | Alemania Occidental | -       | Brasil              | 2-2       |
| 16.05.82 | Países Bajos        | -       | Suiza               | 2-3       |
| 16.05.82 | Italia              | -       | Angola              | 16-1      |
| 16.05.82 | Colombia            | -       | Estados Unidos      | 6-5       |
| 16.05.82 | España              | -       | Portugal            | 3-5       |

### Puestos del 13 al 22
| Equipo        | Pts | PJ | PG | PE | PP | GF  | GC  | DG   |
| ------------- | --- | -- | -- | -- | -- | --- | --- | ---- |
| Francia       | 18  | 9  | 9  | 0  | 0  | 114 | 17  | +97  |
| Inglaterra    | 15  | 9  | 7  | 1  | 1  | 95  | 21  | +74  |
| Australia     | 14  | 9  | 7  | 0  | 2  | 94  | 26  | +68  |
| Nueva Zelanda | 12  | 9  | 5  | 2  | 2  | 43  | 24  | +19  |
| México        | 11  | 9  | 5  | 1  | 3  | 48  | 34  | +14  |
| Japón         | 8   | 9  | 4  | 0  | 5  | 27  | 46  | -19  |
| Canadá        | 6   | 9  | 3  | 0  | 6  | 40  | 42  | -2   |
| Venezuela     | 4   | 9  | 2  | 0  | 7  | 22  | 52  | -30  |
| Irlanda       | 1   | 9  | 0  | 1  | 8  | 16  | 111 | -95  |
| Guatemala     | 1   | 9  | 0  | 1  | 8  | 10  | 136 | -126 |

- Resultados

| Fecha    | Partido       | Partido | Partido       | Resultado |
| -------- | ------------- | ------- | ------------- | --------- |
| 05.05.82 | Japón         | -       | Francia       | 2-13      |
| 05.05.82 | Australia     | -       | Inglaterra    | 4-8       |
| 05.05.82 | Nueva Zelanda | -       | Guatemala     | 13-1      |
| 05.05.82 | Canadá        | -       | Irlanda       | 8-1       |
| 05.05.82 | Venezuela     | -       | México        | 0-4       |
| 06.05.82 | Francia       | -       | Australia     | 6-5       |
| 06.05.82 | México        | -       | Japón         | 7-1       |
| 06.05.82 | Inglaterra    | -       | Nueva Zelanda | 1-1       |
| 06.05.82 | Guatemala     | -       | Canadá        | 2-14      |
| 06.05.82 | Irlanda       | -       | Venezuela     | 3-9       |
| 07.05.82 | Nueva Zelanda | -       | Francia       | 0-10      |
| 07.05.82 | Australia     | -       | Japón         | 12-3      |
| 07.05.82 | Canadá        | -       | Inglaterra    | 3-13      |
| 07.05.82 | Venezuela     | -       | Guatemala     | 5-2       |
| 07.05.82 | México        | -       | Irlanda       | 14-4      |
| 08.05.82 | Francia       | -       | Canadá        | 7-2       |
| 08.05.82 | Japón         | -       | Nueva Zelanda | 1-5       |
| 08.05.82 | Australia     | -       | México        | 10-1      |
| 08.05.82 | Inglaterra    | -       | Venezuela     | 6-2       |
| 08.05.82 | Guatemala     | -       | Irlanda       | 3-3       |
| 10.05.82 | Venezuela     | -       | Francia       | 2-13      |
| 10.05.82 | Canadá        | -       | Japón         | 0-1       |
| 10.05.82 | Nueva Zelanda | -       | Australia     | 2-3       |
| 10.05.82 | Irlanda       | -       | Inglaterra    | 0-24      |
| 10.05.82 | México        | -       | Guatemala     | 14-1      |
| 12.05.82 | Francia       | -       | Irlanda       | 21-0      |
| 12.05.82 | Japón         | -       | Venezuela     | 7-1       |
| 12.05.82 | Australia     | -       | Canadá        | 5-3       |
| 12.05.82 | Nueva Zelanda | -       | México        | 2-2       |
| 12.05.82 | Inglaterra    | -       | Guatemala     | 26-0      |
| 13.05.82 | Guatemala     | -       | Francia       | 1-27      |
| 13.05.82 | Irlanda       | -       | Japón         | 1-4       |
| 13.05.82 | Venezuela     | -       | Australia     | 1-10      |
| 13.05.82 | Canadá        | -       | Nueva Zelanda | 3-7       |
| 13.05.82 | México        | -       | Inglaterra    | 1-5       |
| 14.05.82 | Francia       | -       | Inglaterra    | 10-5      |
| 14.05.82 | Japón         | -       | Guatemala     | 8-0       |
| 14.05.82 | Australia     | -       | Irlanda       | 19-2      |
| 14.05.82 | Nueva Zelanda | -       | Venezuela     | 4-1       |
| 14.05.82 | Canadá        | -       | México        | 4-5       |
| 15.05.82 | Inglaterra    | -       | Japón         | 7-0       |
| 15.05.82 | México        | -       | Francia       | 0-7       |
| 15.05.82 | Guatemala     | -       | Australia     | 0-26      |
| 15.05.82 | Irlanda       | -       | Nueva Zelanda | 2-9       |
| 15.05.82 | Venezuela     | -       | Canadá        | 1-3       |

## Clasificación general
| 1. Portugal            |
| 2. España              |
| 3. Argentina           |
| 4. Chile               |
| 5. Italia              |
| 6. Estados Unidos      |
| 7. Alemania Occidental |
| 8. Suiza               |
| 9. Países Bajos        |
| 10. Brasil             |
| 11. Angola             |
| 12. Colombia           |
| 13. Francia            |
| 14. Inglaterra         |
| 15. Australia          |
| 16. Nueva Zelanda      |
| 17. México             |
| 18. Japón              |
| 19. Canadá             |
| 20. Venezuela          |
| 21. Irlanda            |
| 22. Guatemala          |